# Oxybelis aeneus
Espèce
Synonymes
- Dryinus aeneus Wagler, 1824
- Coluber acuminatus Wied, 1824
- Dryinus auratus Bell, 1825
- Dryophis vittatus Girard, 1854
- Oxybelis microphthalmus Barbour & Amaral, 1926
- Oxybelis potosiensis Taylor, 1941

Oxybelis aeneus est une espèce de serpents de la famille des Colubridae.

## Répartition
Cette espèce se rencontre aux  États-Unis en Arizona, au Mexique, au Guatemala, au Belize, au Honduras, au Salvador, au Nicaragua, au Costa Rica, au Panama, en Colombie, au Venezuela, à Trinité-et-Tobago, au Guyana, au Suriname, en Guyane, au Brésil, en Équateur, au Pérou et en Bolivie.

## Description

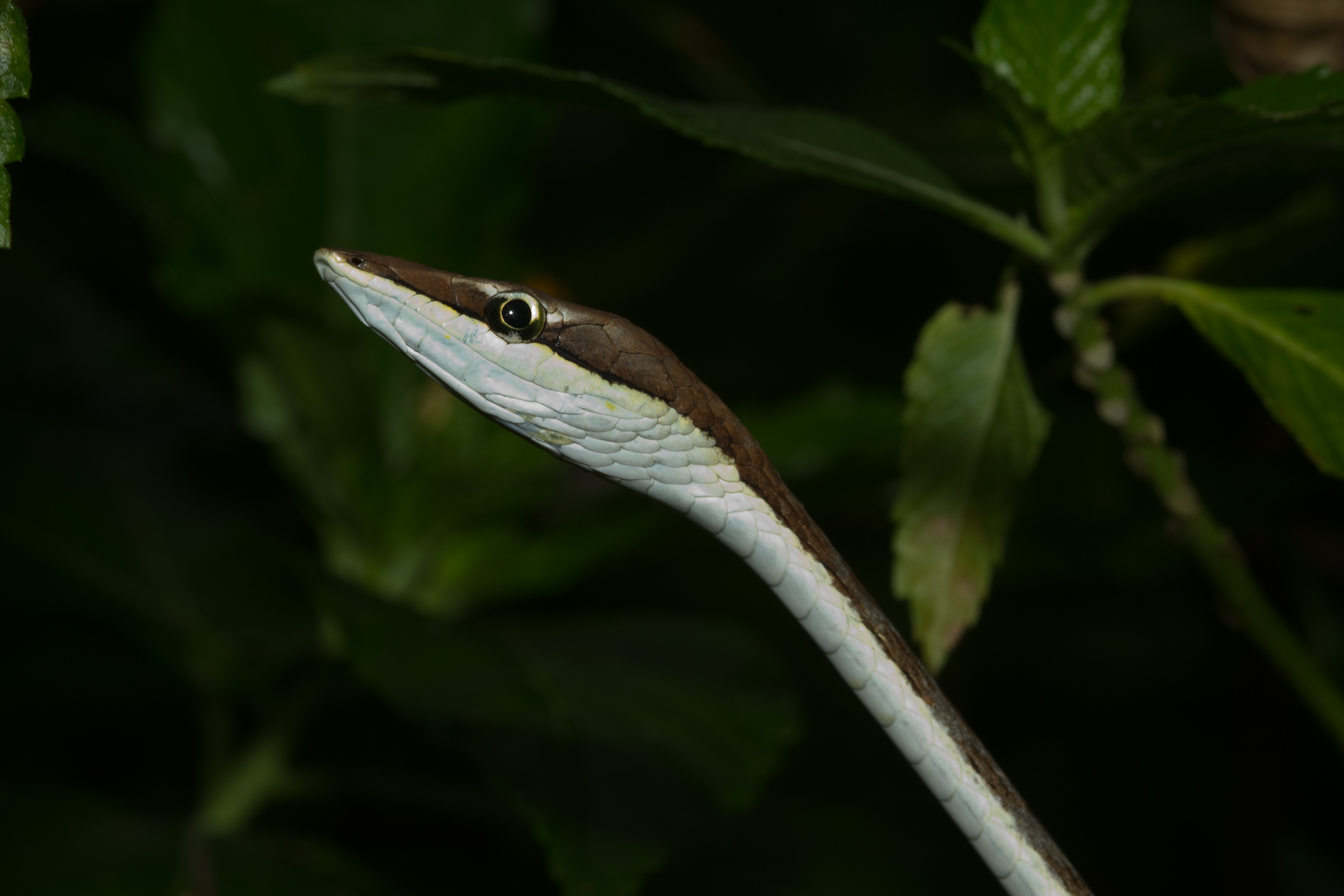
Oxybelis aeneus

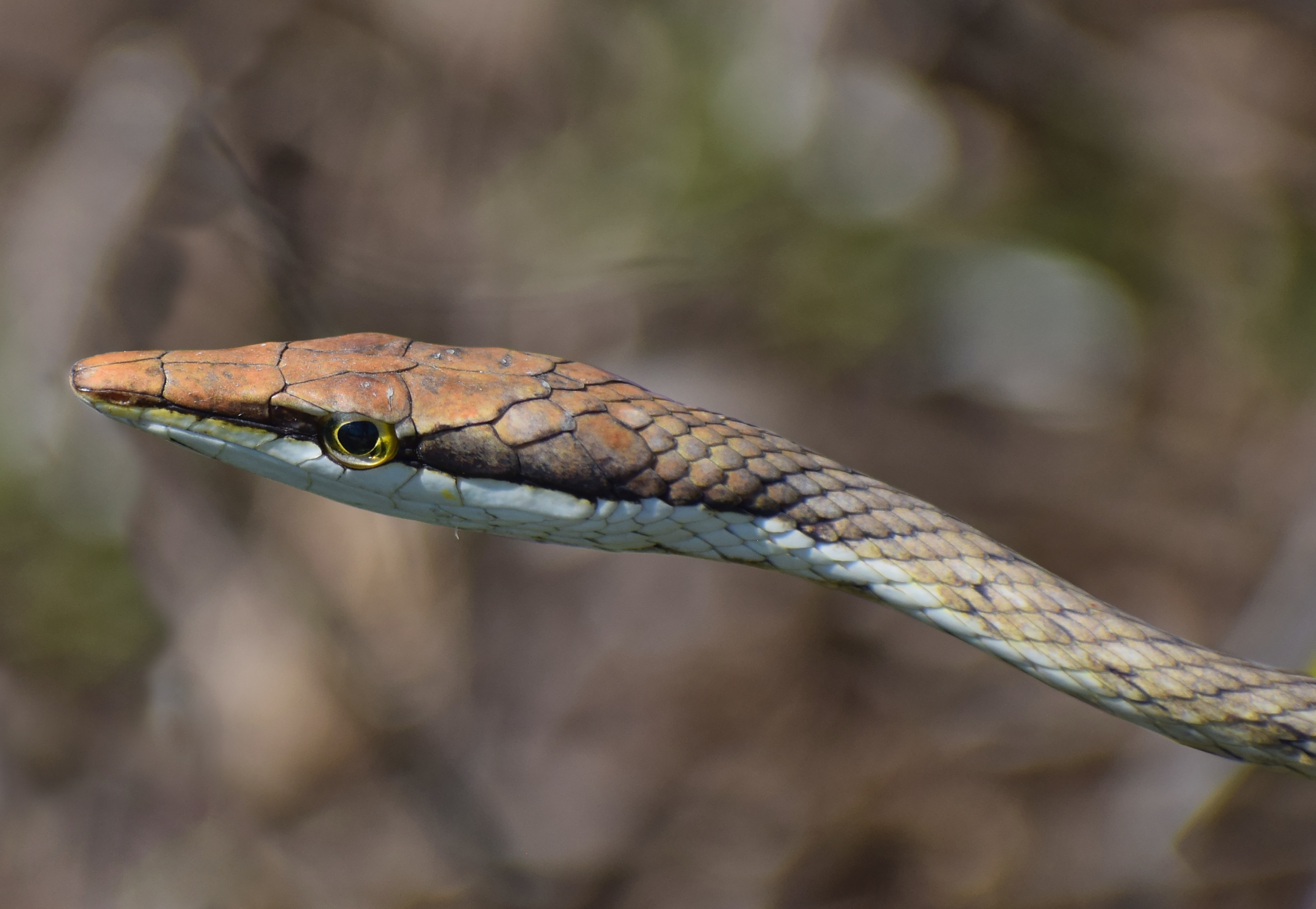
Oxybelis aeneus. Février 2022.

Il s'agit d'un serpent extrêmement mince au diamètre d'un crayon à papier et à la tête très longue, qui peut atteindre jusqu'à 1,9 mètre de longueur.
Sa couleur peut varier du gris au brun avec un dessous jaune. Animal arboricole et diurne, ce serpent est très souvent confondu avec une liane. Il se laisse pendre dans les branches d'un arbre et peut attendre ainsi pendant des heures qu'une proie passe à proximité.
Il se nourrit essentiellement de lézards, mais aussi de grenouilles et d'oiseaux. Il est lui-même la proie de serpents plus grands que lui. Lorsqu'il se sent menacé, ce serpent peut parfois émettre des sécrétions nauséabondes de son évent.
Oxybelis aeneus est un serpent venimeux, mais il n'est pas considéré comme dangereux. Cependant, sa morsure peut provoquer une sensation de démangeaison.

## Étymologie
Le nom spécifique aeneus vient du latin aeneus, de cuivre, de bronze, d'airain, en référence à la couleur de ce serpent.

## Publication originale
- Wagler, 1824 : Serpentum Brasiliensium species novae, ou histoire naturelle des espèces nouvelles de serpens. in Jean de Spix, Animalia nova sive species novae, p. 1-75 (texte intégral).